# Лавров, Илья Михайлович
Илья Михайлович Лавров (2 августа 1917, Ново-Николаевск — 17 октября 1982, Новосибирск) — русский советский писатель и литературовед, актёр. Член Союза писателей СССР (1956).

## Биография
Родился 2 августа 1917 года в Новониколаевске (ныне Новосибирск). Из ямской семьи. Начал писать уже в школьный период. Выпускник Западно-Сибирского областного театрального техникума (1933—1936).
Непродлжительное время был сотрудником Новосибирского радиокомитета. В апреля 1938 года занял должность ответственного редактора литературно-драматического вещания на местном радио. Свои свежие работы сначала отдавал для радиопостановок, и только потом они появлялись в печатном виде.
Работал 15 лет театральным актёром. Играл в драматических театрах Новокузнецка, Новосибирска (в частности в ТЮЗе), Томска, Нальчика, Ферганы, Элисты, Читы. Первый рассказ был опубликован в 1952 году в журнале «Крестьянка». Первый сборник рассказов «Ночные сторожа» вышел в 1955 году в Чите.
Его творчество выделяется своим тонким лиризмом, свойственным создаваемым Лавровым образам, чуткостью к внутреннему миру героев произведений и романтизмом. Критики называли Лаврова «тонким живописцем с душой поэта», «поэтом в прозе», «тонким лириком», «жизнелюбивым романтиком». Личностью Лавров был яркой и неординарной, как бы сейчас сказали «неформатной».
«Я благодарю судьбу за встреченных людей, за все любви и дружбы, подаренные мне, — писал он в «Бессонных ночах«, этой своеобразной автобиографии его души. — За все измены, разлады, утраты и радости, обогатившие мои чувства, за все мои зимы и осени, за весь трудный путь к задуманному, за то, что я родился в этой стране, за написанные книги, которые держатся на любви и восхищении...».
Умер 17 октября 1982 года. Похоронен на Заельцовском кладбище Новосибирска (квартал 102).
В его честь названа библиотека в Октябрьском районе города Новосибирска.

### Романы, повести
- 1957 — «Девочка и рябина»
- 1961 — «Встреча с чудом»
- 1963 — «Похождения Васи Кривёнка»
- 1963 — «Штормовое предупреждение»
- 1965 — «Очарованная»
- 1969 — «Зарубки на сердце»
- 1971 — «Путешествие в страну детства»
- 1976 — «Галя Ворожеева»
- 1977 — «Мои бессонные ночи»

### Сборники произведений
- 1955 — «Ночные сторожа»
- 1956 — «Синий колодец»
- 1956 — «Несмолкающая песня»
- 1958 — «Они летали к облакам»
- 1960 — «Мне кричат журавли»
- 1967 — «Дни ветров и метелей»
- 1970 — «Кудлатая хорошая собака»
- 1972 — «Благодарю судьбу»
- 1975— «Печаль последней навигации»
- 1979 — «Из января в январь», две повести («Лирический календарь», «Обитатели Медвежьей лощины»)
- 1983 — «Уплывает лодка», рассказы, лирические этюды
- 1984 — «Последняя охота»
- 1988 — «Листопад в декабре»

По повести Ильи Лаврова «Встреча с чудом» была написана опера «Сёстры», (композитор Дмитрий Кабалевский) и снят фильм «Дорога к морю», (киностудия «Мосфильм», 1966).

## Награды
- 8 августа 1967 — орден «Знак Почёта»
- 1977 — орден Дружбы народов